# Pseudochaeta flavipalpis
Pseudochaeta flavipalpis är en tvåvingeart som beskrevs av Thompson 1964. Pseudochaeta flavipalpis ingår i släktet Pseudochaeta och familjen parasitflugor. Inga underarter finns listade i Catalogue of Life.